# آرکس د خالن
آرکس د خالن (به اسپانیایی: Arcos de Jalón) یک دهستان در اسپانیا است که در سریا واقع شده‌است.

## خصوصیات
آرکس د خالن ۴۴۲ کیلومترمربع مساحت و ۱٬۷۸۲ نفر جمعیت دارد.